# Leif Næss
Leif Trygve Næss, norveški veslač, * 29. januar 1923, † 10. junij 1973.
Næss je za Norveško nastopil na Poletnih olimpijskih igrah 1948 in z osmercem osvojil bronasto medaljo .